# Choja
Choja – wieś w Polsce położona w województwie mazowieckim, w powiecie siedleckim, w gminie Zbuczyn. Ma status sołectwa.
Wieś szlachecka Choje położona była w drugiej połowie XVI wieku w ziemi łukowskiej województwa lubelskiego. 
W latach 1975–1998 miejscowość administracyjnie należała do województwa siedleckiego.
Od nazwy wsi (gniazda) swoje nazwisko wywodzi ród Chojeckich herbu Lubicz.
Wierni Kościoła rzymskokatolickiego należą do parafii św. Stanisława i Aniołów Stróżów w Zbuczynie.